# SummerSlam 2013
SummerSlam 2013 è stata la ventiseiesima edizione dell'omonimo evento in pay-per-view prodotto annualmente dalla WWE. L'evento si è svolto il 18 agosto 2013 allo Staples Center di Los Angeles (California).

## Storyline
La notte successiva a Money in the Bank, a Raw, il nuovo Raw general manager Brad Maddox ha annunciato che avrebbe permesso a Cena di scegliere il proprio avversario per SummerSlam. Più tardi nella notte, dopo aver preso un sondaggio informale del pubblico dal vivo, sceglie Daniel Bryan. Nell'episodio di Raw del 12 agosto, Brad Maddox è l'arbitro speciale del match che vede contrapposti Daniel Bryan e Wade Barrett, il match viene vinto da Barrett a causa di un conteggio troppo veloce di Maddox. Più tardi in serata Mr. McMahon chiede spiegazioni a Maddox che si giustifica dicendo che non ha contato in quel modo per far perdere il match a Bryan. Mentre McMahon sta per nominarlo arbitro speciale del match tra Cena e Bryan in pay-per-view, arriva Triple H che si auto-nomina arbitro speciale del match di SummerSlam e rifila la sua mossa finale a Maddox. Alla fine della puntata il Mr Money in the Bank Randy Orton entra in scena alzando la valigetta. Lasciando intendere a Bryan e a Cena che a SummerSlam tenterà di incassare la title shot.
A Money in the Bank, CM Punk partecipa al Money in the Bank Contract match di Raw, ma Paul Heyman gli volta le spalle durante il match, facendolo perdere. La notte successiva a Raw, Punk ha chiamato fuori Heyman. Heyman ha dichiarato che senza di lui Punk non era più il "Best in the World", e ha detto che lo ha tradito perché Punk voleva più di un rapporto d'affari con lui e credeva che non poteva battere Brock Lesnar. Lesnar poi è uscito dal backstage e ha eseguito una F-5 ai danni di Punk sul tavolo dei commentatori. Nella puntata di Raw del 22 luglio viene ufficializzato un match per SummerSlam tra i due rinominato "The Best vs. The Beast"
A Raw del 29 luglio Christian batte il World Heavyweight Champion Alberto del Rio. Durante la puntata di Smackdown del 2 agosto, Del Rio ha scelto come suo avversario per Summerslam il suo manager Ricardo Rodriguez. Tale scorrettezza viene però smentita dalla General Manager Vickie Guerrero, la quale annuncia che nel main event della serata Christian, Randy Orton e Rob Van Dam si affronteranno in un match a tre con in palio lo status di primo sfidante al World Heavyweight Championship. A vincere sarà Christian, che viene successivamente attaccato da Alberto.
A Money in the Bank il 14 luglio, Damien Sandow vince il Money in the Bank Ladder Match di SmackDown che gli permette di avere in qualsiasi momento un match per il World Heavyweight Championship con il detentore del titolo. Sandow lo vince tradendo il suo compagno di tag team Cody Rhodes; infatti quest'ultimo stava prendendo la valigetta quando Sandow lo scaraventa giù dalla scala. Rhodes attacca Sandow la notte successiva nella puntata di Raw. il 26 luglio, durante SmackDown, mentre Sandow sta lottando contro Randy Orton, Rhodes gli ruba la valigetta, causando la sconfitta di Sandow. Quest'ultimo cerca Cody dappertutto è lo trova fuori dall'arena, sulla riva del Golfo del Messico dove Rhodes getta la valigetta. Nell'episodio di Raw del 5 agosto, dopo che Cody Rhodes ha restituito la valigetta a Damien, viene annunciato un match tra i due a SummerSlam.
Nella puntata di Raw dell'8 luglio, dopo che Kane ha sconfitto Christian in un match, debutta la Wyatt Family che lo attacca, costringendolo a non partecipare al Money in the Bank Ladder Match di Raw in pay per view. La Wyatt Family attacca il Big Red Monster anche tre settimane dopo a Raw dopo la vittoria di Daniel Bryan ai danni di Kane. La settimana successiva a Raw, dopo la vittoria di Erick Rowan e Luke Harper ai danni dei Tons of Funk (Brodus Clay e Tensai), Kane annuncia che a SummerSlam, lui e Bray Wyatt si affronteranno in un Ring of Fire Match (Ring dell'Inferno). Questo tipo di match è simile all'Inferno match, ma mentre nell'inferno match vince chi getta l'avversario nelle fiamme, qua le fiamme servono solo a non far scappare l'avversario, in quanto si vince solo per schienamento o sottomissione. Su Twitter Wyatt ha accettato la sfida e minacciato la Big Red Machine con il tweet: Stai attento mostro, se guardi l'inferno abbastanza a lungo, potresti solo ricambiare lo sguardo...CORRI. Il 16 agosto a SmackDown Wyatt parla a proposito del Ring of Fire match che disputerà a SummerSlam contro Kane. Dopodiché interviene proprio quest'ultimo che affronta Rowan e Harper sotto lo sguardo di Bray, ma i due reagiscono e Wyatt lo colpisce con la Sister Abigail. Dopodiché la Wyatt Family posa sopra Kane chiudendo il segmento.
Nella puntata di Raw del 12 agosto, a seguito della loro faida nata al programma Total Divas, Natalya sfida Brie Bella per un match in pay-per-view, Brie accetta schiaffeggiandola. In seguito Natalya annuncia che le Funkadactyls (Cameron e Naomi) saranno al suo angolo durante il match, a causa dell'alleanza tra le Bella Twins e Eva Marie.
Sempre nell'episodio di Raw del 12 agosto, Rob Van Dam vince una 20 Man Battle Royal eliminando per ultimo Mark Henry e guadagnandosi il diritto di sfidare lo United States Champion Dean Ambrose per il titolo al SummerSlam nel Kick-off, il pre-show del pay-per-view che inizia un'ora prima dell'evento vero e proprio e che è disponibile sul canale ufficiale YouTube della WWE.
Durante il Comic-con di San Diego è stato annunciato che The Miz condurrà il Pay-per-view e si terrà il suo Miz TV con un ospite speciale.

## Risultati
| #       | Incontri                                                                                              | Stipulazioni | Durata |
| ------- | --- | --- | ------ |
| Kickoff | Rob Van Dam ha sconfitto Dean Ambrose(c) per squalifica                                               | Single match per il WWE United States Championship                                                                    | 13:38  |
| 1       | Bray Wyatt (con Erick Rowan e Luke Harper) ha sconfitto Kane                                          | Inferno match | 07:49  |
| 2       | Cody Rhodes ha sconfitto Damien Sandow                                                                | Single match | 06:40  |
| 3       | Natalya (con Cameron e Naomi) ha sconfitto Brie Bella (con Eva Marie e Nikki Bella) per sottomissione | Single match | 05:19  |
| 4       | Brock Lesnar (con Paul Heyman) ha sconfitto CM Punk                                                   | No-holds barred match                                                                                                 | 25:17  |
| 5       | Mark Henry ha sconfitto Dean Ambrose (con Roman Reigns) per squalifica                                | Single match | 06:45  |
| 6       | Daniel Bryan ha sconfitto John Cena (c)                                                               | Single match per il WWE Championship con Triple H come arbitro speciale                                               | 26:55  |
| 7       | Randy Orton ha sconfitto Daniel Bryan (c)                                                             | Single match per il WWE Championship con Triple H come arbitro speciale Randy Orton ha incassato il Money in the Bank | 00:08  |